# Domaradz (województwo podkarpackie)

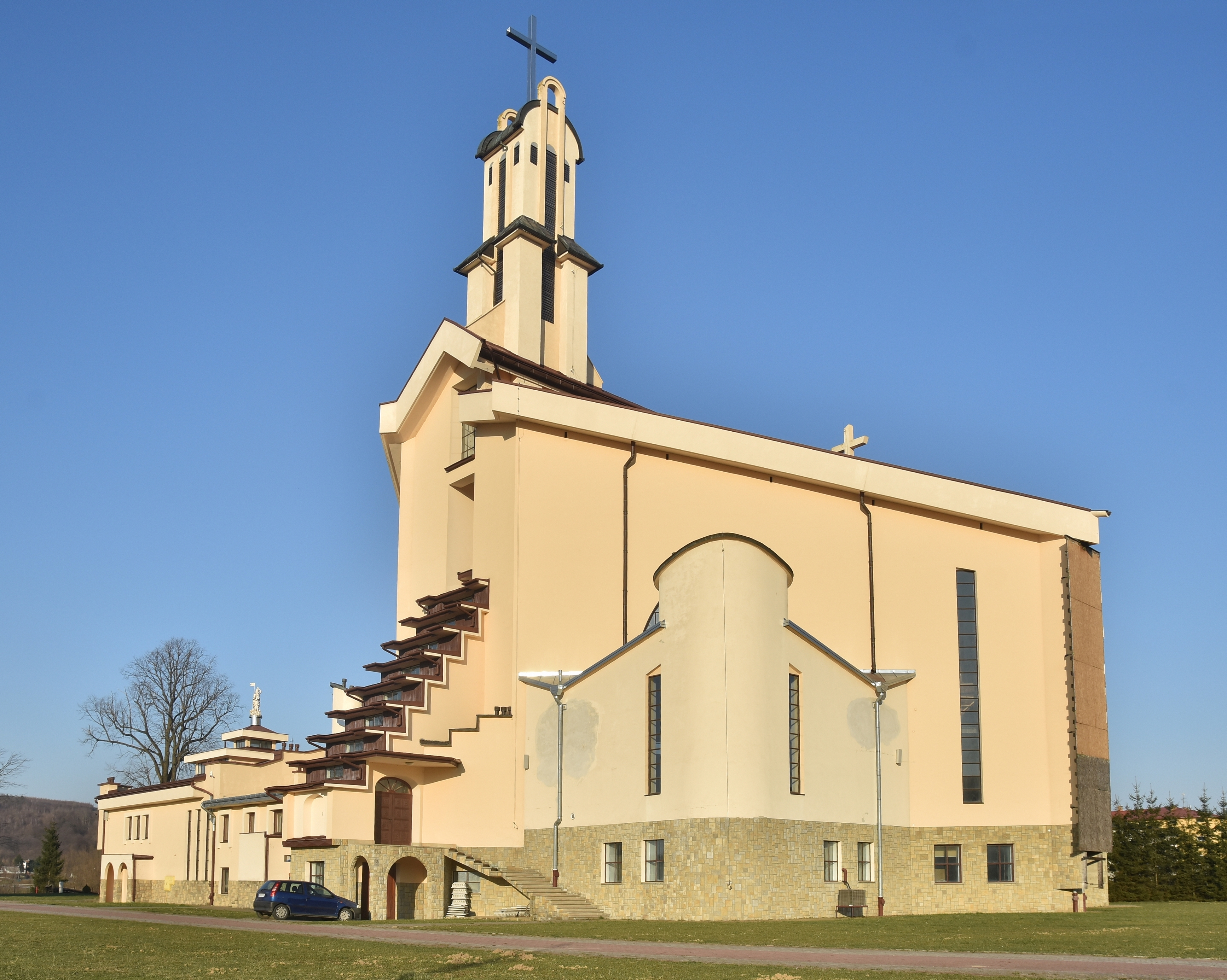
Kościół parafialny

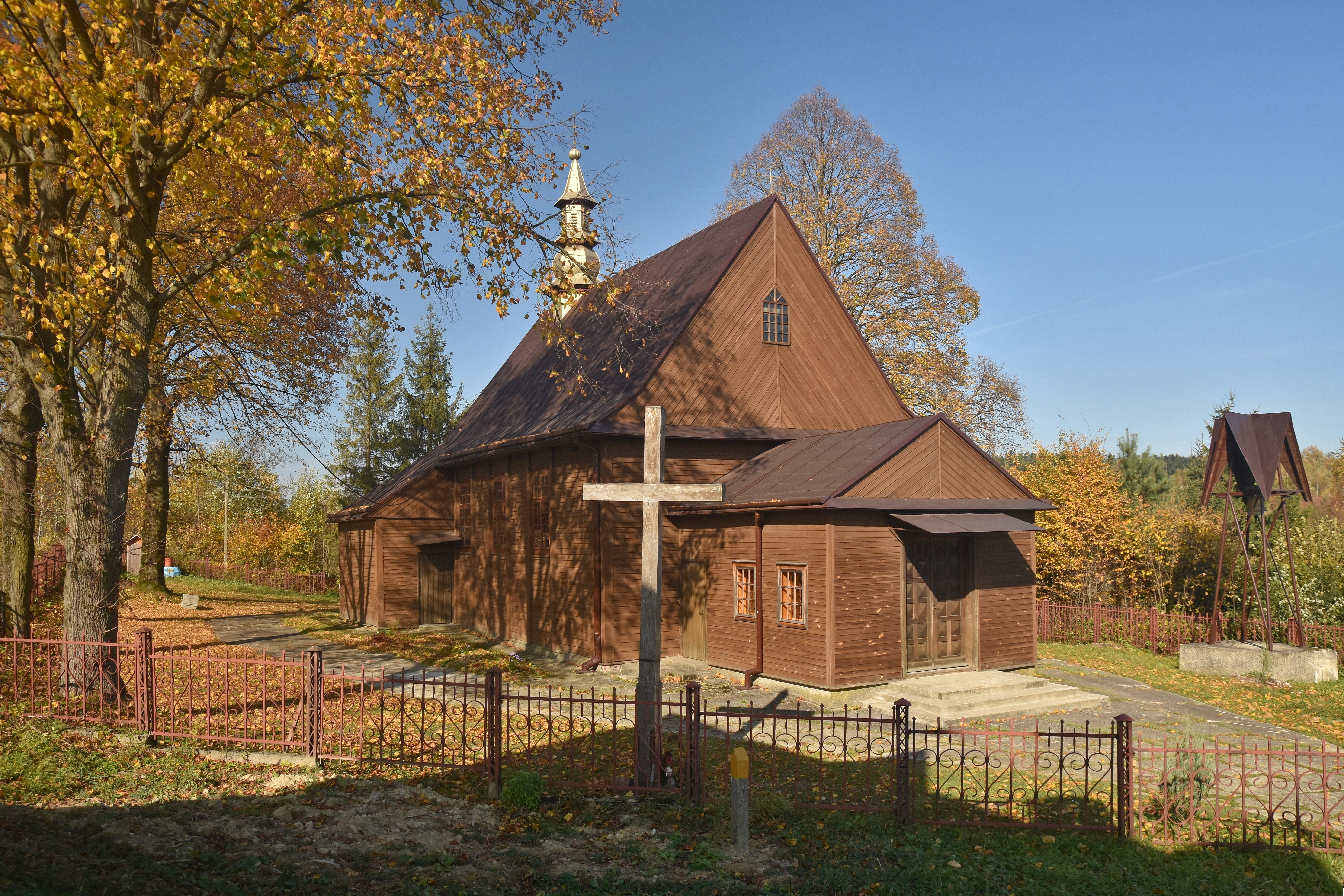
Kościół filialny w Zatylu

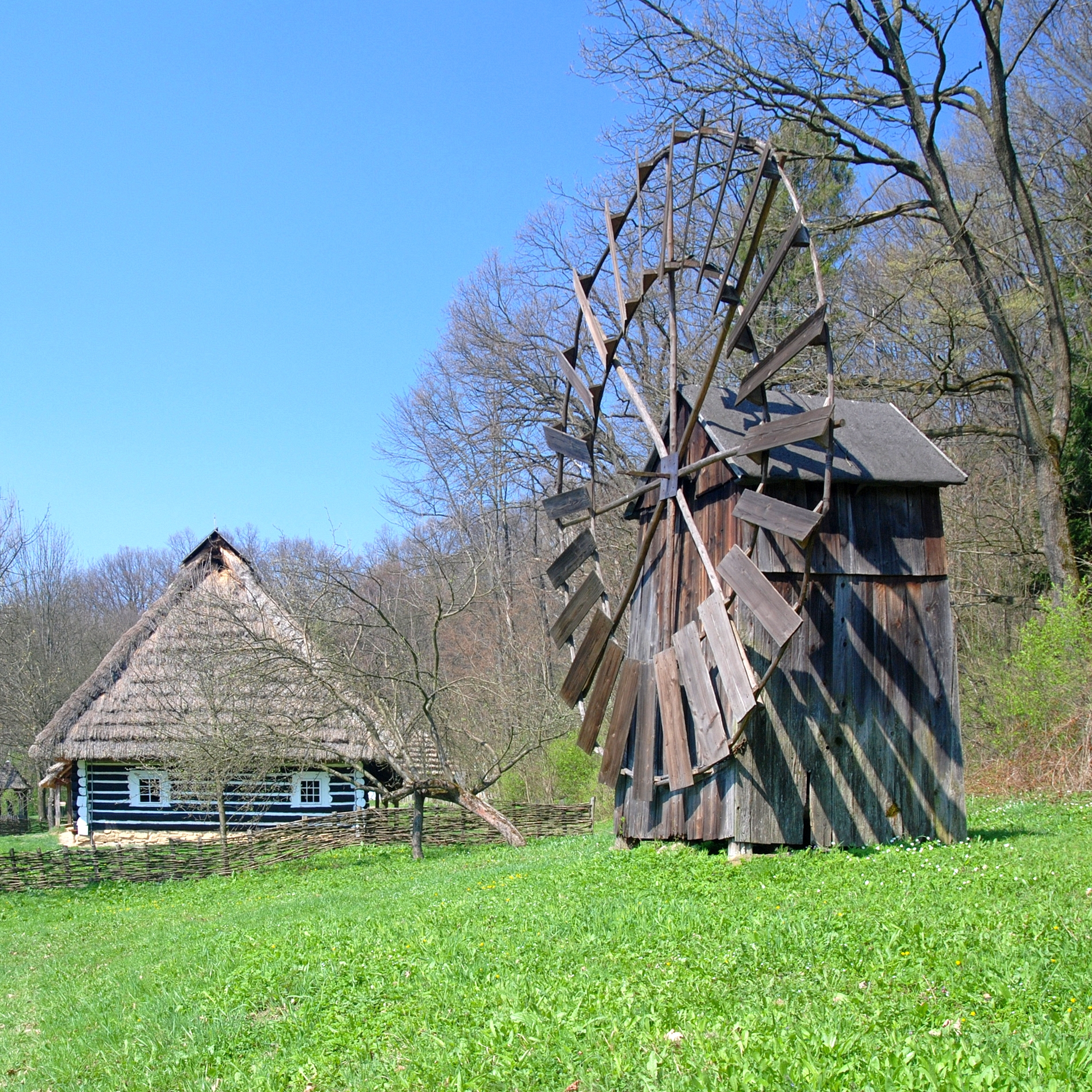
Wiatrak z Domaradza w skansenie w Sanoku

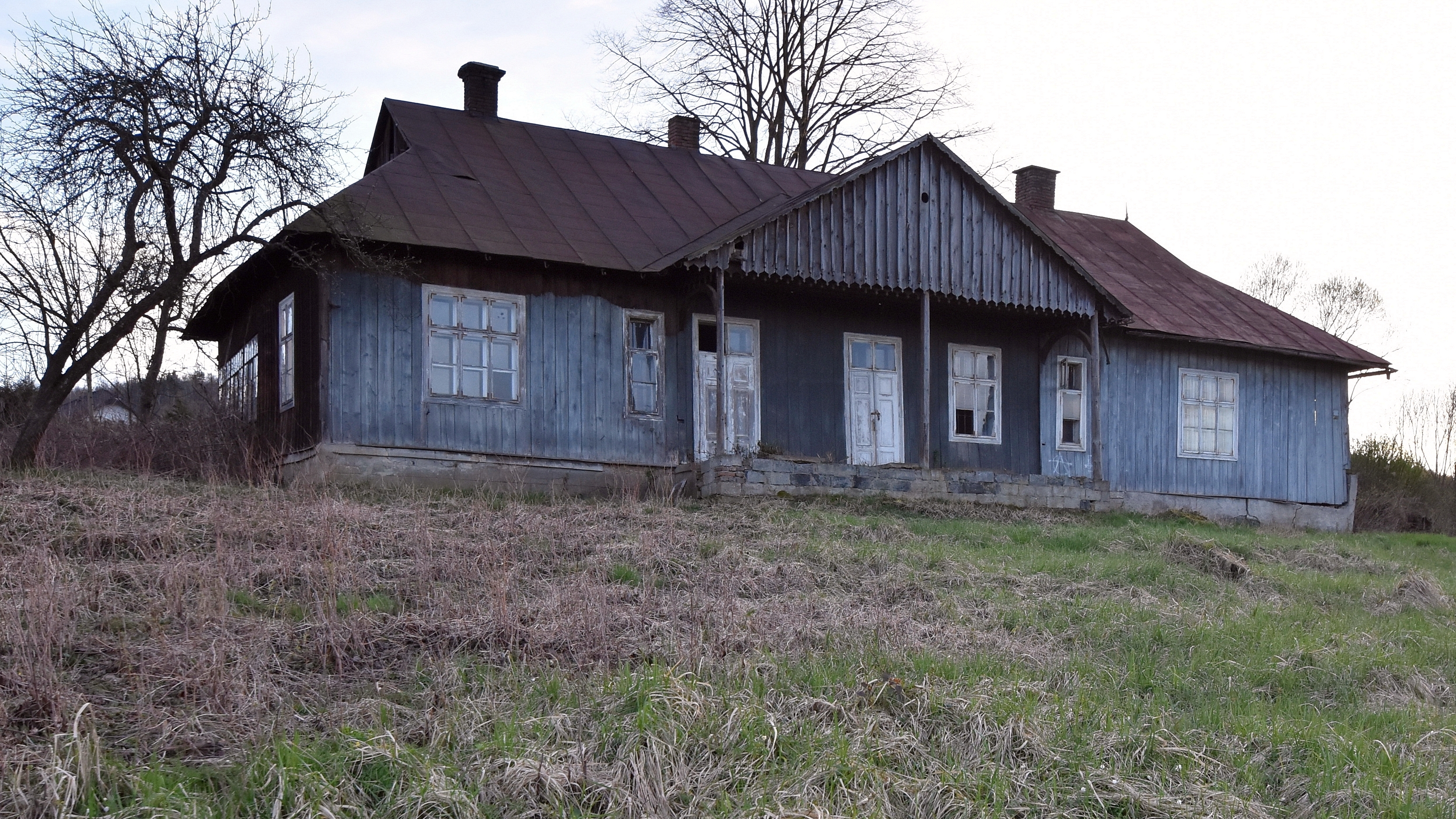
Dwór

Domaradz – wieś w Polsce położona w województwie podkarpackim, w powiecie brzozowskim, w gminie Domaradz.
W latach 1954–1972 wieś należała i była siedzibą władz gromady Domaradz. W latach 1975–1998 miejscowość administracyjnie należała do województwa krośnieńskiego.
Na przełomie XVI i XVII wieku położona była w ziemi sanockiej województwa ruskiego. Wieś klucza brzozowskiego biskupów przemyskich.
Miejscowość jest siedzibą gminy Domaradz, dekanatu Domaradz i rzymskokatolickiej parafii św. Mikołaja.

## Części wsi
| SIMC    | Nazwa       | Rodzaj     |
| ------- | ----------- | ---------- |
| 0348513 | Budzisz     | część wsi  |
| 0348520 | Debrza      | część wsi  |
| 0348536 | Góra        | część wsi  |
| 0348542 | Jasna Góra  | część wsi  |
| 0348559 | Krzywa      | część wsi  |
| 0348565 | Miasteczko  | część wsi  |
| 0348571 | Obszar      | część wsi  |
| 0348588 | Pańska Góra | część wsi  |
| 0348594 | Pilchówka   | część wsi  |
| 0348602 | Płosina     | część wsi  |
| 0348619 | Podhyb      | część wsi  |
| 0348625 | Podlas      | część wsi  |
| 0348631 | Poręby      | przysiółek |
| 0348648 | Role        | część wsi  |
| 0348654 | Rynki       | część wsi  |
| 0348660 | Wanicówka   | część wsi  |
| 0348677 | Zakarczma   | część wsi  |
| 0348683 | Zakościół   | część wsi  |
| 0348690 | Zatyle      | część wsi  |

## Historia
Domaradz leży na Pogórzu Dynowskim w łuku rzeki Stobnicy w jej dolnym biegu pomiędzy Brzozowem a Strzyżowem. Przez to kolano Stobnicy przebiegała przecinając teren wsi ustalona w toku walk międzypaństwowych w XI–XIII wieku granica Polski i Rusi, utrwalona następnie w podziale administracyjnym Rzeczypospolitej Obojga Narodów jako granica województw sandomierskiego i ruskiego aż do zaboru przez Austrię w 1772. Położona na wschód (w rejonie Domaradza na południowy wschód) od tej linii ziemia sanocka jako część księstwa halicko-wołyńskiego została opanowana zbrojnie przez Kazimierza Wielkiego w 1341 i wcielona do państwa polskiego przez Jadwigę Andegaweńską w 1387. Początkowo była zarządzana w odrębny sposób przez starostę sanockiego (do ok. 1352–1359), następnie przez wojewodę z ramienia starosty ruskiego. Za panowania Ludwika Węgierskiego Ruś Czerwona dostała się pod administrację królestwa Węgier. W latach 1372–1378 starostą ruskim był Władysław Opolczyk, a po nim Jan z Kapoli (1379–1383), Emeryk Bebek (1383–1385) i Andrzej Schona (1386).
Od wczesnego średniowiecza do drugiej połowy XIV w. Pogórze Strzyżowskie i Dynowskie pozostawało z wyjątkiem doliny Sanu niezaludnione. Według niepotwierdzonych informacji wieś była wzmiankowana w 1349. Akt lokacyjny Domaradza na prawie niemieckim z 26 lipca 1359 (pod nazwą niem. Domaretz) jest falsyfikatem, przypuszczalnie XV-wiecznym. Niemniej do lokacji musiało dojść w tym okresie, a pierwsze wzmianki o wsi dowodzą jej dwudzielnego charakteru, być może związanego z dawniejszą granicą.
3 kwietnia 1384 należący do ziemi sanockiej Domaradz (Wyżny) przeszedł z domeny królewskiej nadaniem Marii, króla Węgier od 1382, w ręce biskupa przemyskiego Eryka z Winsen (1379–1391, mianowany 1377), wraz z Brzozowem, Cergową, Równem oraz położnym w ziemi przemyskiej Radymnem jako pierwsze uposażenie ziemskie utworzonej po podboju kazimierzowskim diecezji. Inny Domaradz (Niżny, zwany w 1465 Zakobylem, między 1581 a XVIII w. przyłączony do Lutczy jako jej przysiółek Kobyle) w ziemi sandomierskiej za potokiem Zakobyle należał wraz z Lutczą do dóbr rycerza Czadora z Potoka w 1390, kiedy obie wsie zostały za zgodą Władysława Jagiełły przeniesione z prawa polskiego na niemieckie. W 1425 biskup przemyski Janusz z Lubienia lokował na prawie niemieckim w swojej części wsi Nowy Domaradz, połączony ze Starym w 1482.
Istnienie parafii w Domaradzu Wyżnym (Starym) potwierdza akt lokacyjny z 1425. Domaradz Niżny należał do parafii w Lutczy, założonej przez właścicieli Domaradzkich z rodu Gryfitów przed 24 stycznia 1442.
W 1589 Domaradz wspomniany jako posiadłość biskupów przemyskich.
W 1624 roku miejscowość zniszczona w czasie napadów Tatarów. W 1656 roku Król Jan Kazimierz przejeżdżał tędy z Krosna z orszakiem w kierunku do Łańcuta. W 1657 roku był najazd wojsk węgierskich. 25 czerwca 1945 roku oddział NSZ AK stoczył potyczkę z siłami sowieckimi koło Domaradza.
W Domaradzu urodził się Juliusz Kallay (1809–1863) – organizator Gwardii Narodowej, Przewodniczący Rady Narodowej, powstaniec, filozof, lekarz i działacz społeczny.
Osiadły w Domaradzu Benedykt Gajewski stworzył publikacje pt. Dawny obrzęd weselny w Domaradzu (Rocznik Sanocki 1963), Domaradz. Szkice i materiały (Rocznik Sanocki 1971), Domaradz. Wieś nad Stobnicą (1997).

## Zabytki
Miejscowość leży na Szlaku Architektury Drewnianej województwa podkarpackiego ze względu na zabytkowy drewniany kościół pod wezwaniem św. Mikołaja wzniesiony około roku 1485.  Świątynia należy do najstarszych drewnianych kościołów w Polsce. W kościele jest  barokowy ołtarz boczny z 1632 roku, chrzcielnica z początku XVI wieku, dzwon gotycki z 1524 roku.
Kościół był wzmiankowany - w fundacji Kaspara, który w roku 1510 złożył podpis z okazji fundacji kościoła parafialnego w Hoczwi. W okresie późniejszym kościół był wielokrotnie remontowany i przekształcany: m.in. w XVII w. dobudowano wieżę. Znaczącej przebudowie uległ w 1878 roku (m.in. przedłużono nawę, zlikwidowano zaskrzynienia, wnętrze korpusu podzielono na trzy nawy). W 1887 roku kościół ozdobiono polichromią. W 1906 r. wzniesiono wieżyczkę na sygnaturkę oraz dobudowano kruchty. W 1936 roku wzniesiono dzwonnicę na miejscu wcześniejszej. Odnowiony w 2019 roku.
Nieopodal, na południe od Domaradza, góra Chyb (405 m n.p.m.).

## Transport
- 19E371  Droga krajowa nr 19 (E371): granica państwa – Kuźnica – Białystok – Lublin – Rzeszów – Barwinek – granica państwa
- 884 Droga wojewódzka nr 884: Przemyśl – Domaradz
- 886 Droga wojewódzka nr 886: Domaradz – Zabłotce

## Sport
W miejscowości istnieje, założony w 1999 roku, klub piłki nożnej Sokół Domaradz. W sezonie 2019/2020 klub  gra w B klasie, w grupie Krosno III.